# Franz Blöchl
Franz Blöchl (26. dubna 1845 Lasberg – 22. února 1909 Grünbach) byl rakouský politik německé národnosti z Horních Rakous, na počátku 20. století poslanec Říšské rady.

## Biografie
Vystudoval národní školu v rodném Lasbergu. Působil jako zemědělec v Lichtenau. Byl členem obecní rady v Grünbachu a okresní školní rady ve Freistadtu. Později byl i starostou Grünbachu. Získal Zlatý záslužný kříž.
Zasedal i jako poslanec Hornorakouského zemského sněmu. Zvolen sem byl v roce 1892 coby katolický konzervativní kandidát za kurii venkovských obcí, obvod Freistadt. Zemským poslancem byl do roku 1895. Znovu se na sněm vrátil v letech 1897–1908.
Působil i jako poslanec Říšské rady (celostátního parlamentu Předlitavska), kam usedl ve volbách roku 1901 za kurii venkovských obcí v Horních Rakousích, obvod Freistadt, Perg atd. Mandát obhájil ve volbách roku 1907, konaných poprvé podle všeobecného a rovného volebního práva. Uspěl za obvod Horní Rakousy 09. Poslancem byl do své smrti roku 1909. V parlamentu ho pak nahradil Johann Nepomuk Hauser. Ve volebním období 1901–1907 se uvádí jako Franz Blöchl, c. k. profesor a akademický malíř. K roku 1907 je uváděn jako vládní rada, profesor a akademický malíř.
Ve volbách roku 1901 se uvádí jako konzervativec. Usedl pak do poslaneckého Klubu středu, který tvořila zejména Katolická strana lidová. I do voleb roku 1907 šel jako člen Katolické strany lidové. Po volbách se Katolická strana lidová spojila s Křesťansko sociální stranou do poslaneckého klubu Křesťansko sociální sjednocení.
Zemřel v únoru 1909.